# Фреатичне виверження

Схема фреатичного виверження

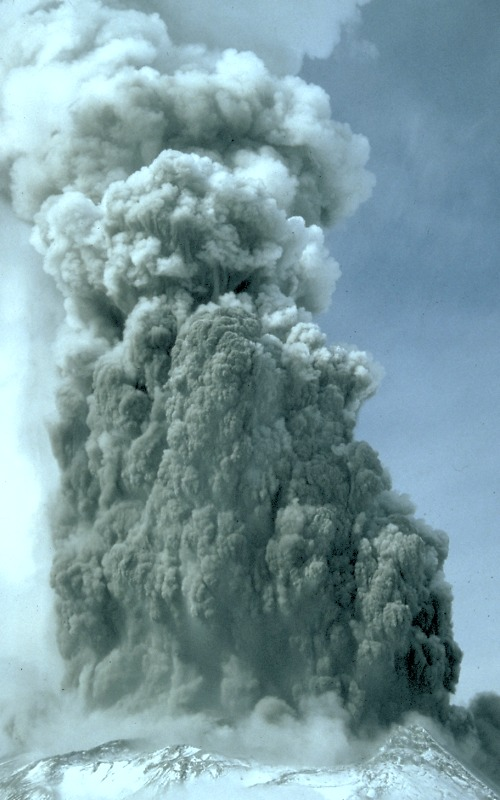
Фреатичне виверження на вершині вулкана Сент-Хеленс, 1980 рік.

Фреатичне виверження, фреатичний вибух або ультравулканічне виверження — тип вулканічного виверження, при якому відбувається контакт з ґрунтовими або поверхневими водами.

## Загальний опис
Висока температура магми (від 600 °C до 1170 °C) викликає майже миттєве перетворення води на пару, що призводить до вибуху пару, води, навколишніх гірських порід, попелу та інших вулканічних матеріалів. Так, у випадку виверження вулкана Сент-Хеленс 1980 року, кілька сотень фреатичних вибухів передували плініанському виверженню. Менш інтенсивні геотермальні події можуть призводити до утворення грязьових вулканів.
Матеріали, що виділяються при фреатичних виверженнях, зазвичай містять пар та фрагменти гірських порід, лава зазвичай не присутня. Температура цих фрагментів може варіювати в досить широких межах. Якщо присутні розплавлені породи, виверження називається фреатомагматичним. Такі виверження часто призводять до утворення широких та неглибоких кратерів, маарів. Фреатичні виверження можуть супроводжуватися виділенням вуглекислого газу або токсичного сірководню. Виділення цих газів під час фреатичного виверження 1979 року на острові Ява призвело до загибелі 149 чоловік.
Зазвичай вважається, що виверження вулкана Кракатау 1883 року, яке знищило більшу частину острова та утворило найгучніший звук в історії, було саме фреатичним[джерело?]. Гавайський вулкан Кілауеа має багату історію фреатичних вивержень; так виверження 1924 року розкидало скелі вагою у 8 тонн на відстань до 1 км. Іншими прикладами є виверження 1963-1965 років вулкана Суртсей, виверження 1965 року вулкана Таал і виверження 1982 року вулкана Тарумае.